# Maria Mienszykowa
Maria Aleksandrowna Mienszykowa (ros. Мария Александровна Меншикова) (ur. 26 grudnia 1711 w Petersburgu, zm. 26 grudnia 1729 w Bieriozowie) – rosyjska arystokratka, córka najbliższego przyjaciela, ministra i feldmarszałka Piotra I Wielkiego, księcia Aleksandra Mienszykowa. Narzeczona cesarza Rosji Piotra II.

## Życiorys

### Pochodzenie i zaręczyny z Sapiehą
Maria była najstarszą córką i jedyną córką księcia Aleksandra Mienszykowa z jego małżeństwa z Darią Arsenową. Urodziła się kiedy jej ojciec znajdował się u szczytu swojej potęgi i wpływów. Otrzymała staranne wykształcenie w jednym z ojcowskich pałaców, władała kilkoma językami, dobrze śpiewała, haftowała i tańczyła. Wychowywała się wśród niezwykłego luksusu i bogactwa, które jej ojciec zdobył dzięki zaufaniu kolejnych cesarzy i wieloletnim defraudacjom na niesamowitą skalę. Kiedy skończyła dziewięć lat ojciec zaczął szukać dla niej możliwie jak najbogatszego i najlepiej urodzonego narzeczonego. Wybór księcia padł początkowo na Piotra Sapiehę (1701–1771), syna hetmana wielkiego litewskiego Jana Sapiehy, który w 1720 roku zwrócił się do Mienszykowa z propozycją małżeństwa ich dzieci. Ze swojej strony Mienszykow obiecał przekonać cara do nadania Piotrowi Sapieże tytułu księcia Kurlandii i Semigalii. Młody narzeczony przybył do Sankt Petersburga w 1721 roku na zaproszenie ojca przyszłej żony, który chciał go poznać i przedstawić córce. Maria Aleksandrowna była zauroczona przystojnym i szarmanckim Piotrem, który wkrótce zamieszkał we wspaniałym pałacu Mienszykowa na Wyspie Wasylewskiej (obecnie dostępnym do zwiedzania). Maria miała w tym czasie niespełna jedenaście lat.
Przez cały ten czas Piotr Sapieha zajmował wysokie miejsce w dworskiej hierarchii, a gdy wkrótce po śmierci Piotra I zyskał przychylność cesarzowej Katarzyny I, stając się jednym z jej kochanków i bliskich współpracowników. 10 marca 1726 roku został awansowany do na Szambelana Dworu Cesarskiego, a w dniu 12 marca arcybiskup Teofan ogłosił w obecności całego dworu zaręczyny Sapiehy z Marią Mienszykową. Początkowo obawiano się zazdrości cesarzowej, jednak wkrótce młoda narzeczona dostała od Katarzyny I sto tysięcy rubli, kilka wsi, spore obszary ziemi i kilka tysięcy dusz chłopskich.
Następnego dnia w pałacu Mienszykowskim odbyła się uroczysta kolacja i bankiet dla całego dworu, który zakończył się wielkim balem w czasie którego narzeczeni tańczyli ze sobą. Wydawało się, że życie młodej pary będzie już zawsze wspaniałe i beztroskie – Maria była zakochana w swoim przystojnym narzeczonym, Mienszykow wyznaczył astronomiczną sumę (siedem milionów złotych rubli), która obok niezwykłej kolekcji klejnotów, kilkuset wsi, trzech miast i niemal ćwierci miliona dusz chłopskich stanowiła posag Marii. 15 października 1726 roku Sapieha otrzymał Order Aleksandra Newskiego i tytuł feldmarszałka Imperium. Ślub Marii i Piotra Sapiehy był planowany na Nowy Rok 1727 roku. Tak wielkie nadania i godności wkrótce uczyniły z Sapiehów liczącą się rodzinę na cesarskim dworze.

### Carska narzeczona
Jednak nieoczekiwanie ślub Marii i Piotra Sapiehy został przełożony, a w kilka tygodni później odwołany ponieważ Mienszykow planował wydanie córki za spadkobiercę cesarskiego tronu Piotra Aleksiejewicza, który został właśnie mianowany przez cesarzową wielkim księciem. Zawdzięczająca wszystko Mienszykowowi Katarzyna I zaaranżowała małżeństwo Piotra Sapiehy ze swoją bratanicą Zofią Karlowną Skawrońską – ich ślub odbył się już po jej śmierci 19 listopada 1727 roku. W testamencie cesarzowej odczytanym przed dworem przez hrabiego Golowkina był zapis:

... wszyscy książęta i hrabiowie, oraz wysocy urzędnicy są zobowiązani do zaaranżowania małżeństwa wielkiego księcia Piotra z księżniczką Mienszykową

6 maja 1727 roku wielki książę Piotr Aleksiejewicz został na mocy testamentu Katarzyny I cesarzem Rosi, a w dwadzieścia cztery dni później książę Mienszykow w obecności całego dworu ogłosił zaręczyny Marii i Piotra II.
Zgodnie z zapiskami księcia Pawła Wasiliewicza Dołgorukowa jedenastoletni cesarz zapłakał głośno na wieść małżeństwie ze starszą od niego o pięć lat dziewczyną, której nie kochał. Jako narzeczona członka cesarskiej dynastii otrzymała tytuł Jej Cesarskiej Mości. Miała swój własny dwór składający się z marszałka, którym został jej wuj, hrabia Wasilij Michajłowicz Arsenow, dwóch szambelanów, cztery damy sypialniane, siedem dam dworu z książęcych rodów Rosji, dziesięć frejlin i dwadzieścia pięć służących – ten dwór wydawał rocznie trzydzieści cztery tysięcy rubli. 27 czerwca 1727 roku na wyraźny rozkaz cara, książę Mienszykow nadał swoim córkom: Marii i Aleksandrze, szwagierce Katarzynie Michajłownej Arsenow i żonie Darii Arsenow Order Świętej Katarzyny Męczennicy.

### Upadek i zesłanie

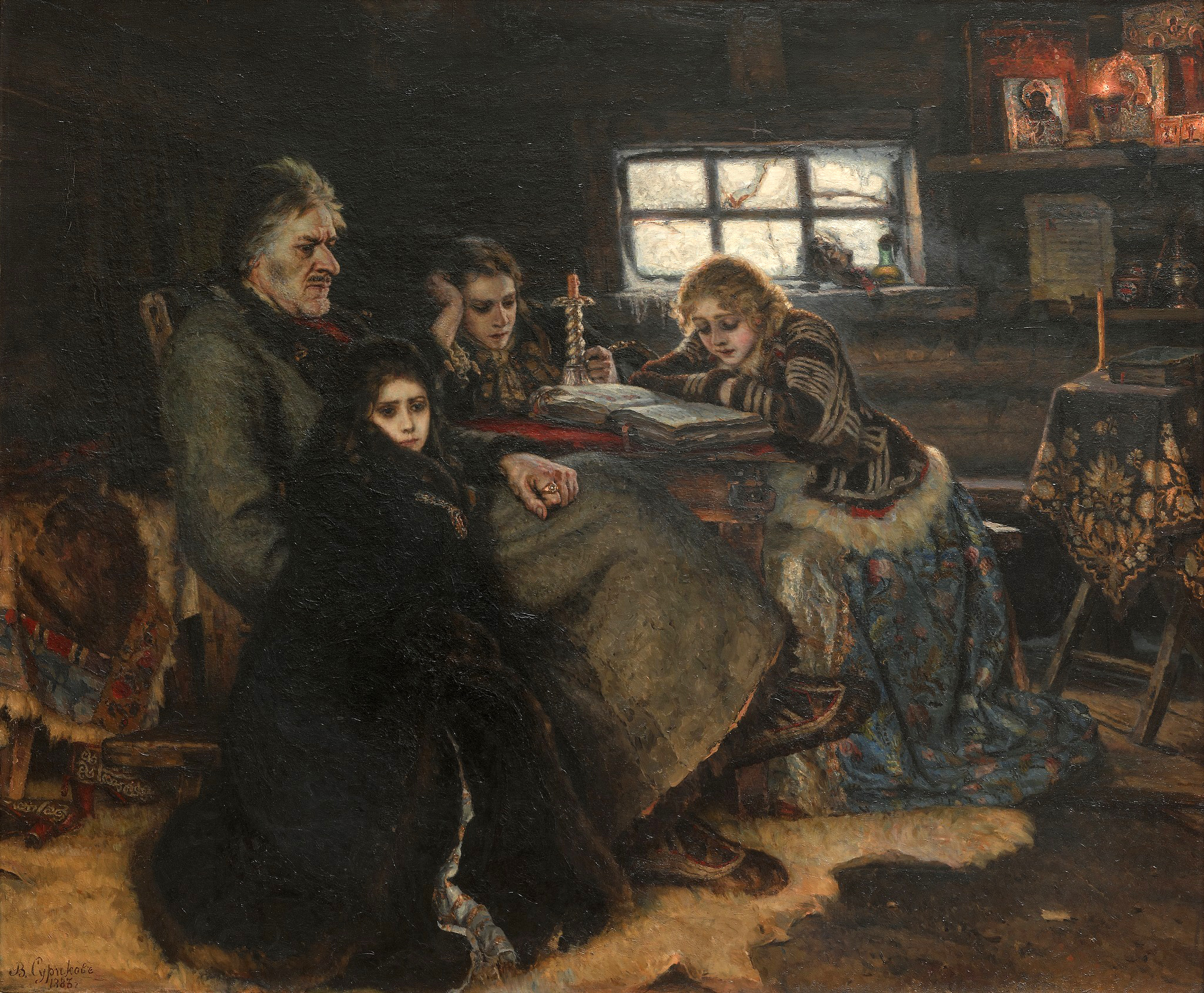
Mienszykow w Bieriozowie, Wasilij Surikow, 1883

Próba wydania Marii za Piotra II zakończyła się niepowodzeniem, kiedy w lecie 1727 roku Mienszykow zachorował i korzystający z jego nieobecności, należący do innego obozu politycznego hrabia Andriej Ostermann oraz książęta Aleksiej Grigoriewicz Dołgorukow i Iwan Aleksiejewicz Dołgorukow (najlepszy przyjaciel Piotra II) przekonali cesarza, że takie małżeństwo uwłacza jego imperialnej godności i jest wysoce nieodpowiednie. Oliwy do ognia dolała znamienna dla tamtych czasów sytuacja na carskim dworze – car Piotr II otrzymał od petersburskich cechów dziewięć tysięcy czerwonych rubli, które kazał przekazać Iwanowi Dołgorukiemu swojej jedynej siostrze Natalii; młodego księcia spotkał Mienszykow i odebrał mu te pieniądze twierdząc, że o wiele bardziej przydadzą się państwu. Powiadomiony o tym cesarz wpadł w wściekłość i obiecał zemstę wpływowemu feldmarszałkowi. 4 września tego samego roku książę z trudem wynegocjował od Piotra II ogromny apartament dla Marii w królewskim pałacu Peterhofie. Ta rozmowa będąca ostatnim spotkaniem cara i księcia trwała nie więcej niż kwadrans, oraz nie pozostawiła wątpliwości, że tego ostatniego czeka niełaska i wygnanie. Rankiem 8 września rodzina Mienszykowa została zamknięta w areszcie domowym w pałacu Mienszykowa, a 11 września wygnana do swojej posiadłości w Oranienburgu. Mienszynkow został pozbawiony wszelkich tytułów i godności, odebrano mu również księgi rachunkowe dworu cesarskiego, które prowadził od czasów panowania Piotra I. Po odnalezieniu dowodów ogromnych defraudacji na korzyść Mienszykowa młody cesarz skazał go wraz z rodziną na wygnanie do Bieriozowa na Syberii. Matka Marii, księżna Daria zginęła z mrozu w czasie drogi, podczas gdy sam Aleksander, jego córki i syn bezpiecznie dotarli na miejsce zesłania, gdzie w nędznym domu wiedli monotonne i męczące życie. 12 listopada 1729 w pięćdziesiątym szóstym roku życia Mienszykow zmarł na apopleksję, a 26 grudnia w dzień swoich urodzin Maria zmarła na niezwykle zaraźliwą ospę, która dziesiątkowała wówczas Rosję. Według historyków na dziesięć dni przed jej śmiercią Piotr II nakazał powrót dzieci Mienszykowa do Sankt Petersburga. Przed swoją śmiercią zarówno Mienszykow, jak i Maria zobaczyli przybywających do Bieriozowa Dołgorukich i niedoszłą żonę Piotra II, Katarzynę.
Maria została pochowana w nieoznakowanym grobie na miejskim cmentarzu. W miejscowej cerkwi znajduje się płyta nagrobna Mienszykowów z medalionem przedstawiającym Marię.